# 楊為棟
楊為棟（16世紀—17世紀），字伯龍（一字伯隆），號寓肩、㝢肩，四川重慶府綦江縣人民籍，江西临江府清江县人。明朝政治人物、進士出身。

## 生平
萬曆十六年（1588年）戊子科四川鄉試舉人，十七年（1589年）聯捷己丑科進士，吏部觀政，十二月授浙江上虞县知县，二十四年升工部都水司主事，二十七年升营缮司员外郎，管臨清厂，二十八年降靖州同知，三十年升睢州知州，京察降調。三十三年降補長沙知縣，本年改南京武學教授，三十四年升南京國子監丞，三十五年升南刑部主事，三十七年升员外郎，四十年補北刑部湖廣司员外郎，四十一年升陕西司郎中，四十二年出知浙江台州府，四十七年升云南按察司兵备副使，天啓二年升本省右参政。当时称才宏识敏，吏畏民怀，始终一节，诰授中宪大夫。

## 家族
先世江西清江人，自祖父双塘公始遷綦江。曾祖楊希賢，祖父楊存義，父杨珂，字克鳴，號清潭，廪生。母王氏。
妻羅氏。子楊煒、楊焜、楊烜。